# Église Saint-Pierre-Saint-Paul de Guiscriff
Pour les articles homonymes, voir Église Saint-Pierre-et-Saint-Paul.
L'église Saint-Pierre-et-Saint-Paul est une église catholique située à Guiscriff, en France.

## Localisation
L'église est située dans le département français du Morbihan, sur la commune de Guiscriff.

## Historique
L'église Saint-Pierre-et-Saint-Paul fait l’objet d’une inscription au titre des monuments historiques depuis le 14 avril 1931.

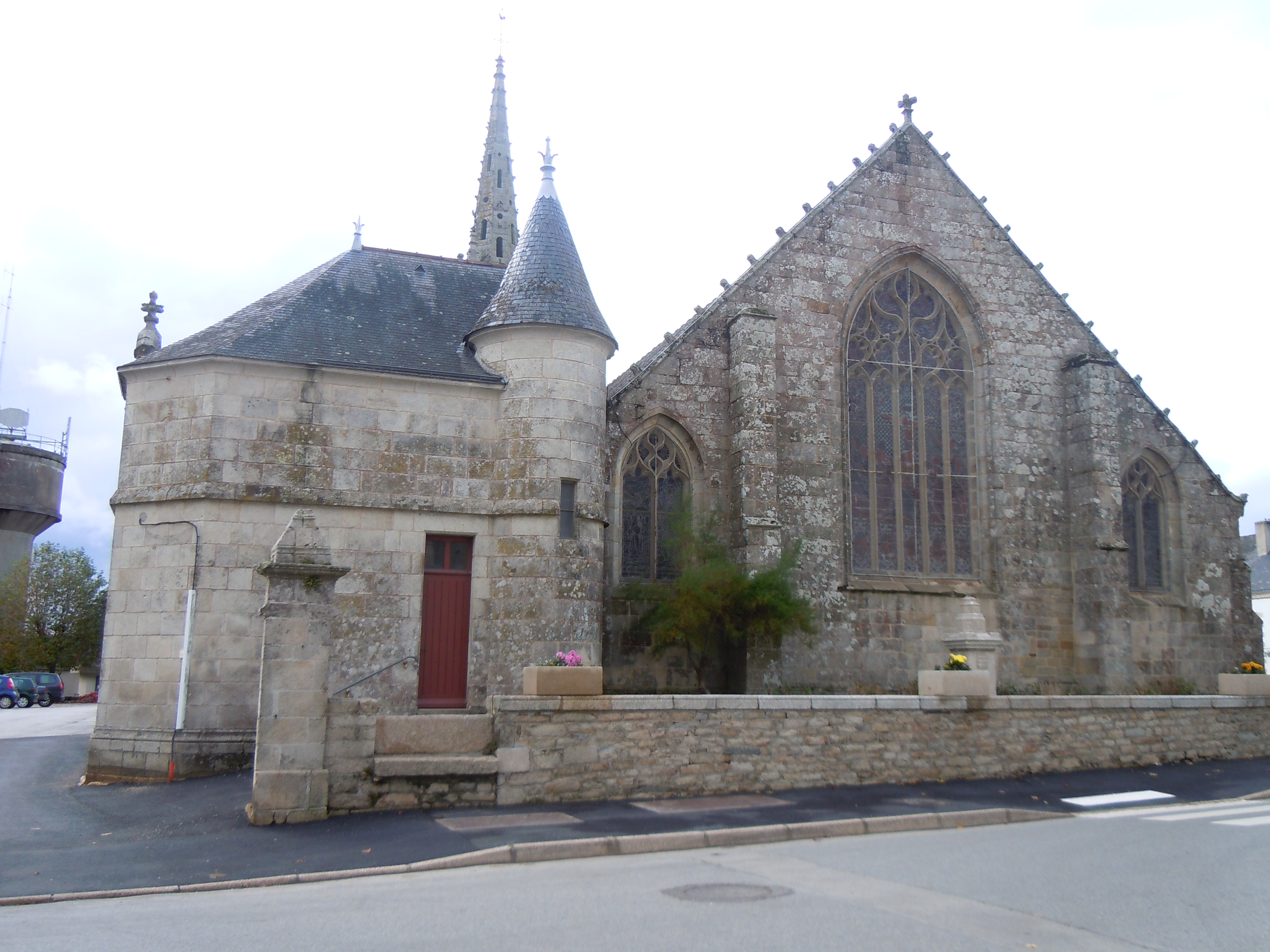
Le chevet de l'église.

## Curiosité
Le père Joseph Galerne y présente des crèches du monde entier (plus de 1 000 pièces) qui sont exposées en décembre. En 2012, elles ont attiré environ 20 000 visiteurs.